# Massacre de Khaïbakh
Le massacre de Khaïbakh est le massacre de 705 civils au village de Khaïbakh, en Tchétchénie, le 27 février 1944, effectué par les forces militaires soviétiques au cours de la déportation des Tchétchènes. Les victimes les plus âgées seraient des centenaires, les plus jeunes seraient nés le jour même,. Bien que les restes calcinés de civils soient découverts sur le site en 1956 et en 1990, le ministère russe de la Culture considèra en 2014 qu'aucune tuerie n'eut lieu à Khaïbakh, faute de trouver des documents officiels relatifs à ce sujet,,.

## Contexte: la déportation des Tchétchènes
Le 23 février 1944, Jour du défenseur de la patrie (fête de l'Armée rouge), commença la déportation des Tchétchènes vers l'Asie centrale, supervisée personnellement par Lavrenti Beria, chef du NKVD (ancêtre du KGB). 120 000 soldats et officiers du NKVD et de l'Armée rouge entassèrent l'ensemble du peuple tchétchène dans les wagons à bestiaux et l'envoyèrent dans les steppes du Kazakhstan et de la Kirghizie. Le retour de ceux qui ont survécu à ce long trajet n'eut lieu qu'en 1957, quatre ans après la mort de Staline et Beria.

## Massacre de Khaïbakh
L'opération Tchétchévitsa s'accompagna de différents massacres. Le plus connu fut commis le 27 février 1944 au village de haute montagne de Khaïbakh au sud-ouest de la Tchétchénie.
À cause de la neige, transporter les habitants de Khaïbakh et ceux des autres hameaux alentour était malaisé. Les militaires, agissant sous l'ordre de Mikhaïl Gvichiani, les rassemblèrent alors tous dans l'écurie d'un kolkhoze, les y enfermèrent et les brûlèrent vifs. Ceux qui purent sortir de l'écurie furent abattus par les mitrailleuses en position,,,.